# 12V busz (Sopron)
A soproni 12V jelzésű autóbusz GYSEV pályaudvar és Lővér kemping (VOLT Fesztivál) végállomások között közlekedett.

## Története
2010 nyarán új időszakos járat került bevezetésre 12V jelzéssel a VOLT Fesztiválra látogatók jobb kiszolgálása érdekében. Ez a buszjárat a rendezvényre érkezők gyors és kényelmes eljutását biztosította a helyszínre. A GYSEV pályaudvarról indult, majd a Frankenburg úti aluljáró után a 12-es vonalán, a Béke úton haladt, a József Attila lakótelep érintése nélkül, majd a Kőszegi útra fordulva érte el a fesztiválnak otthont adó Lővér kempinget. Visszafelé pedig a Lővér körúton közlekedett, a 2-es busz vonalán. Szintén el lehetett jutni a fesztiválra az 1-es és 2-es buszokkal a Lővér körút, Vas Gereben utca megállóhelyig utazva, továbbá a 12-es busszal a Kőszegi úti végállomásig utazva, valamint a 32-es busz is megáll a kemping Kőszegi úti bejáratánál.
Az autóbusz a fesztivál nyitónapján egész nap 30 percenként, a rendezvények idején napközben és éjszaka is 30-60 percenként, a fesztivált követő napon pedig reggel és délelőtt 30 percenként közlekedett.
 A fesztivál legutóbb 2022. június 21. és június 25. között került megrendezésre, így a 12V busz 2022. június 26-án indult utoljára.

## Útvonal
| GYSEV pályaudvar → Lővér kemping (VOLT Fesztivál) |
| --- |
| GYSEV pályaudvar végállomás – Állomás utca – Mátyás király utca – Csengery utca – aluljáró – Ady Endre út – Béke út – Barátság park – Felsőbüki Nagy Pál utca – Kőszegi út – Harkai út – Egeredi út – Lővér kemping (VOLT Fesztivál) végállomás |

| Lővér kemping (VOLT Fesztivál) → GYSEV pályaudvar |
| --- |
| Lővér kemping (VOLT Fesztivál) végállomás – Egeredi út – Lőver körút – Ady Endre út – aluljáró – Csengery utca – Erzsébet utca – Állomás utca – GYSEV pályaudvar végállomás |

## Megállóhelyek
| Távolság (km) | Idő (perc) | Megállóhely neve               | Idő (perc) | Távolság (km) | Átszállási lehetőségek | Fontosabb nevezetességek, helyek, áruházak és intézmények a közelben  |
| ------------- | ---------- | ------------------------------ | ---------- | ------------- | --- | --------------------------------------------------------------------- |
| 0             | 0          | GYSEV pályaudvar               | 12         | 4,7           | 1, 2, 3Y, 4, 5, 5A, 5T, 7, 7A, 7B, 7T, 10, 10B, 11, 11A, 11B, 11Y, 12, 22, 27, 27A, 27B, 27T, 27Y, 32 Helyközi és távolsági autóbuszjáratok | Sopron vasútállomás GYSEV Zrt. SPAR szupermarket                      |
| 0,9           | 2          | Frankenburg úti aluljáró       | 9          | 3,9           | 1, 2, 3Y, 4, 10, 10B | Soproni Kereskedelmi és Iparkamara Európa leghosszabb tere – Deák tér |
| –             | –          | Ady Endre út, Erzsébet-kert    | 8          | 3,4           | 1, 2, 3Y, 10, 10B | Erzsébet-kert                                                         |
| –             | –          | Lőver uszoda                   | 5          | 2,3           | 1, 2 | Lőver uszoda                                                          |
| 2,7           | 7          | Felsőbüki Nagy Pál utca 36.    | –          | –             | 11Y, 12 |                                                                       |
| –             | –          | Hotel Szieszta                 | 3          | 1,5           | 1, 2 | Sörházdombi kilátó                                                    |
| 4,4           | 15         | Lővér kemping (VOLT Fesztivál) | 0          | 0             | 32 | Lővér kemping (VOLT Fesztivál)                                        |